# Harvest Moon (jeu vidéo)
Pour les articles homonymes, voir Harvest Moon.
 (novembre 2018).
Si vous disposez d'ouvrages ou d'articles de référence ou si vous connaissez des sites web de qualité traitant du thème abordé ici, merci de compléter l'article en donnant les références utiles à sa vérifiabilité et en les liant à la section « Notes et références ».
Harvest Moon (牧場物語, Bokujō Monogatari) est un jeu vidéo de type simulation de vie / RPG. Il est sorti sur Super Nintendo en 1996 au Japon.
Le jeu est également sorti aux États-Unis en 1997 mais en très petite quantité, ce qui en fait un des jeux Super Nintendo américain les plus recherchés, avec une cote moyenne d'environ 3 284 $ neuf .
La version PAL est sortie le 29 janvier 1998, c'est l'un des tout derniers jeux Super Nintendo en Europe. La version PAL est sortie en Allemagne, traduite en allemand, ainsi qu'en Australie et en très petite quantité en France mais avec des textes écran en anglais.

## Système de jeu
Ce premier volet possède tous les éléments de base que nous pouvons retrouver dans les volets suivants. Il est possible d'épouser une demoiselle du village en s'occupant d'elle et en lui donnant des cadeaux. Le joueur peut élever des animaux comme des poules et des vaches.
Le joueur doit s'occuper de ses champs et décider ce qu'il y fait pousser, comme du maïs, des navets, des pommes de terre, des tomates et du foin selon les saisons.
Avec ses récoltes et ce que ses animaux lui rapportent, il pourra obtenir des revenus qui permettent de se procurer des outils intéressants pour la ferme à la boutique du village.
Il est aussi possible d'acheter d'autres semences pour continuer à produire des récoltes fructueuses et de reconstruire sa maison afin de la rendre plus belle avec de l'argent et le bois récolté.
Harvest Moon sur Super Nintendo est encore disponible sur le marché de l'occasion, mais à des prix très élevés étant donné sa rareté croissante.